# Долгоносик сосновый большой
Долгоносик сосновый большой, или древник еловый (лат. Hylobius abietis) — вид долгоносиков из подсемейства Molytinae.

## Описание
Крупный жук длиной 7—14 мм, тёмно-бурый, с редкими желтоватыми волосками и чешуйками, усеян мелкими точками, ямочками. Хоботок довольно длинный, круглый, слегка согнутый, близ конца его прикрепляются усики. Бороздка для них загибается к нижнему краю глаза, на вершинах голеней по одному крупному зубцу в виде крючка. На бёдрах, около середины, также по одному крупному зубцу. Щитик волосистый, на элитрах крупные продольные пунктиры с морщинистыми промежутками. Жёлтые чешуйки-волосики образуют на элитрах две прерывающиеся перевязки и отдельные небольшие пятнышки.
Жуки появляются с конца апреля. В течение мая и июня кладут свои яички по одному в кору пней и верхних корней деревьев, срубленных в предшествовавшую зиму. Личинки по выходе из яиц спускаются вдоль корня, выедая постепенно расширяющиеся ходы сначала в лубе, а потом в заболони, так что источенный ими корень получает ребристый или гранёный вид с продольными глубокими каналами. К концу того же лета личинки достигают взрослого состояния, и каждая, углубившись в заболонь, приготовляет колыбельку, закупоривает её крупными огрызками древесины и проводит зиму в заболони. Весной следующего года окукливаются, и летом из них выходят новые жуки, которые большею частью только кормятся, всползая на деревья до осени и, перезимовав во мху на земле, следующей весною начинают класть яйца.
Всё развитие от яйца до готового к размножению жука может продолжаться 1—1,5 года, но при благоприятных условиях личинки могут окукливаться и даже превращаться в жуков осенью того же года, когда были отложены яйца. Иногда жук, начав откладывание яиц в одно лето, продолжает и оканчивает его в течение следующего.
Повреждения долгоносик причиняет исключительно во взрослом состоянии. Жуки по выходе из зимних помещений всползают на молодые 3—6-летние сосны и ели и объедают на них кору до заболони небольшими площадками. Ранки впоследствии покрываются смолою, сливаются между собою, и весь стволик засмоляется и гибнет. Эти повреждения чаще наблюдаются в нижней части стволика. Реже жук попадает на тонкие части более высоких и взрослых деревьев. Не щадит также и более молодых, 1—2-летних саженцев.
Насколько одноядна личинка долгоносика, питающаяся корнями исключительно хвойных деревьев (кроме тиса и можжевельника), настолько же многояден сам жук. Последний повреждает кору не только всех хвойных, но также нападает при нужде и на многие лиственные деревья, например дуб, ольху, берёзу и др., если только они растут вблизи хвойных насаждений.